# Пітер (Юта)
Пітер (англ. Peter) — переписна місцевість (CDP) в США, в окрузі Кеш штату Юта. Населення — 623 особи (2020).

## Географія
Пітер розташований за координатами 41°46′39″ пн. ш. 112°0′1″ зх. д. / 41.77750° пн. ш. 112.00028° зх. д. (41.777495, -112.000325).  За даними Бюро перепису населення США в 2010 році переписна місцевість мала площу 57,95 км², з яких 55,62 км² — суходіл та 2,33 км² — водойми.

## Демографія
Згідно з переписом 2010 року, у переписній місцевості мешкали 324 особи в 97 домогосподарствах у складі 82 родин. Густота населення становила 6 осіб/км².  Було 102 помешкання (2/км²).
Расовий склад населення:
| - 98,8 % — білих - 0,6 % — чорних або афроамериканців - 0,3 % — азіатів |

До двох чи більше рас належало 0,3 %. Частка іспаномовних становила 2,5 % від усіх жителів.
За віковим діапазоном населення розподілялося таким чином: 37,3 % — особи молодші 18 років, 54,1 % — особи у віці 18—64 років, 8,6 % — особи у віці 65 років та старші. Медіана віку мешканця становила 35,0 року. На 100 осіб жіночої статі у переписній місцевості припадало 111,8 чоловіків;  на 100 жінок у віці від 18 років та старших — 107,1 чоловіків також старших 18 років.
Середній дохід на одне домашнє господарство  становив 95 008 доларів США (медіана — 66 715), а середній дохід на одну сім'ю — 95 008 доларів (медіана — 66 715). 
Цивільне працевлаштоване населення становило 259 осіб. Основні галузі зайнятості: виробництво — 25,9 %, освіта, охорона здоров'я та соціальна допомога — 21,2 %, сільське господарство, лісництво, риболовля — 18,1 %.